# ブルターニュ (テリトワール・ド・ベルフォール県)
ブルターニュ （Bretagne）は、フランス、ブルゴーニュ＝フランシュ＝コンテ地域圏、テリトワール＝ド＝ベルフォール県のコミューン。
コミューンは、ローヌ・オー・ラン運河および、ラ・マドレーヌ川とサン・ニコラ川の合流地点に近い。

## 由来
Bretta (1576年)、Bretagne (1793年)。ドイツ語ではBrettとなる。

## 歴史
ブルターニュの名は1365年に初めて登場する。当時の村はブルボット教区の一部で、その後モントルー＝シャトー教区の一部となった。

## 人口統計
| 1962年 | 1968年 | 1975年 | 1982年 | 1990年 | 1999年 | 2006年 | 2012年 |
| ------ | ------ | ------ | ------ | ------ | ------ | ------ | ------ |
| 139    | 133    | 161    | 171    | 202    | 191    | 228    | 265    |

source=1999年までLdh/EHESS/Cassini、2004年以降INSEE